# Iso Haukijärvi (Gällivare socken, Lappland, 744494-171749)
Iso Haukijärvi är en sjö i Gällivare kommun i Lappland och ingår i Kalixälvens huvudavrinningsområde.